# نمبربییا
نمبربییا (به اسپانیایی: Nombrevilla) یک دهستان در اسپانیا است که در استان ساراگوسا واقع شده‌است. نمبربییا ۱۷ کیلومتر مربع مساحت و ۵۰ نفر جمعیت دارد.